# Kokcha
La Kokcha est une rivière du nord-est de l'Afghanistan qui prend sa source dans le massif de l'Hindou Kouch. C'est le principal affluent afghan de l'Amou-Daria qui coule avant tout dans la province de Badakhchan, mais aussi dans celle de Takhâr.

## Géographie
La Kokcha prend naissance dans la partie orientale des montagnes de l'Hindou Kouch, dans le district de Kuran wa Munjan du Badakhchan. Elle naît de l'union de deux rivières : le Tagab-i-Anjuman et le Tagab-i-Munjan. La Kokcha coule suivant une orientation générale allant du sud-est vers le nord-ouest. Elle baigne Faïzâbâd, capitale de la province de Badakhchan, et après avoir traversé la province de Takhâr, termine son cours non loin de la province de Kunduz, où elle se jette dans l'Amou-Daria en rive gauche. Au niveau de son confluent se trouvent les ruines de l'importante cité hellénistique d'Aï-Khanoum.
La surface de son bassin versant est estimée à 21 900 kilomètres2.

Les districts de la province de Badakhchan - localisation de Kuran wa Munjan, Baharak et Faïzâbâd

## Affluents
Ses deux plus importants affluents sont le Warduj qui conflue avec la Kokcha peu après la localité de Baharak, et le Kichim.

## Le bassin de la Kokcha
La Kokcha est un cours d'eau abondant qui bénéficie non seulement d'importantes précipitations neigeuses sur les montagnes et d'eau de fonte des glaciers, mais aussi de pluies dans bien des régions de plus basse altitude. Son régime est surtout de type nivo-glaciaire.
Le bassin versant de la Kokcha est avant tout constitué de montagnes à raison de 60 % de sa surface environ. Les neiges éternelles en recouvrent plus ou moins 12 %. Les terres irriguées représentent 3 % du bassin, tandis que la proportion des terres cultivées non-irriguées mais arrosées par les pluies se monte à 18 %

## Les débits à la station de Khajaghar
Le débit de la Kokcha a été observé pendant 3 ans (1964-1966) à Khajaghar ou Khwaja Ghar, situé peu avant le confluent de la rivière avec l'Amou Daria.
À Khajaghar, le débit inter annuel moyen ou module observé sur cette période était de 181 m3/s pour un bassin versant de 20,600 km2.
La lame d'eau écoulée dans cette partie du bassin, de loin la plus importante du point de vue de l'écoulement, atteint ainsi le chiffre de 124 millimètres par an.